# Coquito Ramaló
Néstor Raúl López (Córdoba, 26 de septiembre de 1933 - íd., 11 de enero de 2013), más conocido como Coquito Ramaló, fue un músico, cantante y compositor argentino.
Destacado en la música de cuarteto, ya que fue creador del Cuarteto de Oro, grupo considerado uno de los cuatro grandes del cuarteto de los años 1970, junto con el Cuarteto Leo, el Cuarteto Berna y Carlitos "Pueblo" Rolán (quien era su hermano).
En 1971 decidió formar su propio cuarteto, para el que convocó como cantante a Carlos "La Mona" Jiménez, que dejaba el Cuarteto Berna. Como no sabía cómo llamar al nuevo grupo, le preguntó a su hermano, Carlitos Rolán, quien le sugirió el nombre de Cuarteto de Oro.
El debut se produjo el 19 de diciembre de 1971, tras cuatro meses de ensayo.
Un conductor radial cordobés conocía a Santos Lipesker, del sello Philips, quien los hizo grabar su primer LP, Póngale la cadenita, con esta formación: Carlos "La Mona" Jiménez y Ramaló en voz; Edmundo Suárez en piano; Gerardo Daher en acordeón; Raúl Rosell en bajo y Abel Lizárraga en violín. Además contaban con la locución del “Pato” Lugones, luego creador del grupo Chébere. 
Ramaló cantaba uno o dos temas por disco, casi todos adaptaciones al ritmo de cuarteto de tangos o temas folklóricos.
En 1984, por diferencias con Jiménez, éste se retira para iniciar su carrera solista. Entonces Ramaló convocó a su hijo Jorge Daniel como nueva voz, haciendo temas más modernos y grabando el LP Te quiero atrapar, sin mayor éxito. 
Jorge Daniel se lanzó como solista, y años después Ramaló intentó relanzar el Cuarteto de Oro, esta vez con Jorge Luis Albornoz, cantante de larga trayectoria en el cuarteto, que ya había pasado por los cuartetos de Rogelio Campana, Cuarteto Leo, Don Chicho, Berna Bevilacqua, la Sonora Dany, etcétera. En esta etapa, Ramaló ya no cantaba, sólo producía.

## Últimos años y fallecimiento
En 2010, Carlos "La Mona" Jiménez publicó un libro en el que afirmaba que Ramaló y su esposa lo habían estafado durante los años en que cantó en el Cuarteto de Oro. Según declaraciones de la esposa de Ramaló a diversos medios cordobeses él se descompensó al enterarse de ello, asegurando que lo publicado por Jiménez era falso y que iniciaría acciones legales en su contra.
Falleció a los 79 años, por complicaciones cardíacas, el 11 de enero de 2013.

## Discografía
| N.º | Disco                                            | Año  | Voces | Sello      | Principales temas                                                                                        |
| --- | ------------------------------------------------ | ---- | --- | ---------- | --- |
| 1   | Póngale la cadenita                              | 1972 | Carlitos Jiménez (11 temas) y Coquito Ramaló (1 tema)                                                                      | Philips    | Póngale la cadenita, Pobre Pepe, Qué locura mi vecina                                                    |
| 2   | Otro más del Cuarteto de Oro… y hay más todavía! | 1972 | Carlitos Jiménez (11 temas,uno a dúo con Ramaló) y Coquito Ramaló (2 temas, uno a dúo con Jiménez)                         | Philips    | El cocinero, No hay nada que decirte, Si te dan la medallita                                             |
| 3   | Llegó la hora de reír con el Cuarteto de Oro     | 1973 | Carlitos Jiménez (11 temas,uno a dúo con Ramaló) y Coquito Ramaló (2 temas, uno a dúo con Jiménez)                         | Philips    | Cortate el pelo cabezón, Llegó la hora de reír, Que me viene la batata                                   |
| 4   | El golpecito                                     | 1974 | Carlitos Jiménez (10 temas) y Coquito Ramaló (2 temas)                                                                     | Philips    | Bailando el golpecito, Entretejete el cabezón, Amarte amarte una vez más                                 |
| 5   | La gaita del lobizón                             | 1974 | Carlitos Jiménez (10 temas, uno a dúo con Ramaló) y Coquito Ramaló (3 temas, uno a dúo con Jiménez)                        | Philips    | La gaita del lobizón, No me vengas a olfatear, Con el dedito no                                          |
| 6   | Ñácate                                           | 1975 | Carlitos Jiménez (11 temas, uno a dúo con Ramaló) y Coquito Ramaló (2 temas, uno a dúo con Jiménez)                        | Philips    | Hacele ñácate, El ritmo que invade, La chiva de Panchito, Te tiro tierrita a los ojos                    |
| 7   | Patio de tango con el Cuarteto de Oro            | 1975 | Carlitos Jiménez (5 temas, uno a dúo con Ramaló), Coquito Ramaló (5 temas, uno a dúo con Jiménez) y 3 temas instrumentales | Philips    | La cumparsita, De puro curda, Cuatro líneas para el cielo                                                |
| 8   | La gaita del fantasma                            | 1976 | Carlitos Jiménez (10 temas) y Coquito Ramaló (2 temas)                                                                     | Philips    | La gaita del fantasma, Las vacaciones terminan / Canchera la muchacha, No te hagas la vedette María José |
| 9   | Los taximetristas                                | 1976 | Carlitos Jiménez (11 temas, uno a dúo con Ramaló) y Coquito Ramaló (2 temas, uno a dúo con Jiménez)                        | Philips    | Los taximetristas, Contigo vida 'e perros, La cucaracha                                                  |
| 10  | Sí... ¡el día del arquero!                       | 1977 | Carlitos Jiménez (10 temas) y Coquito Ramaló (2 temas)                                                                     | Philips    | El día del arquero, Los sábados son para bailar, Jamás te quisieron como yo                              |
| 11  | Me juego la cabeza                               | 1977 | Carlitos Jiménez (10 temas) y Coquito Ramaló (2 temas)                                                                     | Philips    | Me juego la cabeza, La gaita de Tutankamón, Me enamoré a primera vista                                   |
| 12  | La gaita de Búfalo Bill                          | 1978 | Carlitos Jiménez (10 temas) y Coquito Ramaló (2 temas)                                                                     | Roex       | Que se levante el flaco, La gaita de Búfalo Bill, Llegó el Cuarteto de Oro                               |
| 13  | Llegan los marcianos                             | 1978 | Carlitos Jiménez (10 temas) y Coquito Ramaló (2 temas)                                                                     | Philips    | Corren los segundos, Llegan los marcianos, Una tregua entre los dos                                      |
| 14  | La gaita de Superman                             | 1979 | Carlitos Jiménez (10 temas) y Coquito Ramaló (2 temas)                                                                     | Philips    | Defiende nuestro amor, La gaita de Superman, Ritmo de cuarteto                                           |
| 15  | La maratón del gordo                             | 1979 | Carlitos Jiménez (10 temas) y Coquito Ramaló (2 temas)                                                                     | Philips    | La maratón del gordo, La gaita de Sansón, Canción para tu falsedad                                       |
| 16  | La gaita del robot                               | 1980 | Carlitos Jiménez (10 temas) y Coquito Ramaló (2 temas)                                                                     | Philips    | La gaita del robot, Ésta mi canción de despedida, Haciendo aerobismo                                     |
| 17  | La gaita de Drácula                              | 1980 | Carlitos Jiménez (10 temas) y Coquito Ramaló (2 temas)                                                                     | Philips    | La gaita de Drácula, Aquel hostal, Clavelito chino                                                       |
| 18  | Cuidado que te come el cuco                      | 1981 | Carlitos Jiménez (10 temas) y Coquito Ramaló (2 temas)                                                                     | Philips    | La fiesta imaginaria, Cuidado que te come el cuco, Todo es una fiesta                                    |
| 19  | Y no me lo contás                                | 1981 | Carlitos Jiménez (10 temas) y Coquito Ramaló (2 temas)                                                                     | Philips    | Y no me lo contás, El sequendengue, La mula mala                                                         |
| 20  | Me quiero comer la gorra                         | 1982 | Carlitos Jiménez (10 temas) y Coquito Ramaló (2 temas)                                                                     | Philips    | Me quiero comer la gorra, El fiestón se armó, Quisiera ser mariposa                                      |
| 21  | Si se destapa la olla                            | 1982 | Carlitos Jiménez (10 temas) y Coquito Ramaló (2 temas)                                                                     | Philips    | Amor de compra y venta, Si se destapa la olla, El ruego de la nena                                       |
| 22  | Corran la bolilla                                | 1983 | Carlitos Jiménez (10 temas) y Coquito Ramaló (2 temas)                                                                     | Philips    | Corran la bolilla, Libertad, Quién ganará quién ganará                                                   |
| 23  | Vuelvo a vivir, vuelvo a cantar                  | 1983 | Carlitos Jiménez (10 temas) y Coquito Ramaló (2 temas)                                                                     | Philips    | Vuelvo a vivir vuelvo a cantar, Llegó el gato, Oh mami, Por la familia                                   |
| 24  | Te quiero atrapar                                | 1984 | Jorge Daniel (9 temas) y Coquito Ramaló (3 temas)                                                                          | Philips    | Te quiero atrapar, La hora de mi amor, Penumbras                                                         |
| 25  | Chúmbale..!                                      | 1987 | Jorge Luis (12 temas) | Music Hall | El chúmbale, Qué tendrá ese negro, Indio malo quiere guerra                                              |
| 26  | El ritmo que invade                              | 2000 | Alejandro Moreno (10 temas) y Coquito Ramaló (2 temas)                                                                     | Magenta    | Nieve, El rancho 'e la cambicha, Por tribunales                                                          |